# Schwarzlose MG M.07/12
La Maschinengewehr Patent Schwarzlose M1907 fue la ametralladora media estándar del Ejército austrohúngaro durante la Primera Guerra Mundial. También fue empleada por los ejércitos de los Países Bajos, Grecia y Hungría durante la Segunda Guerra Mundial. Además era habitualmente suministrada a las tropas coloniales italianas, junto con el fusil Mannlicher M1895.

## Historia
Era una ametralladora refrigerada por agua y alimentada mediante cinta, diseñada por el inventor alemán Andreas Wilhelm Schwarzlose (que ya era bien conocido en el continente hacia el año 1900 por haber producido muchos diseños para pistolas semiautomáticas) en 1902 y que posteriormente vendió la patente a la firma austriaca Steyr que empezó a fabricarla en 1905 y después de dos años de pruebas, finalmente fue adoptada por el ejército austrohúngaro como Schwarzlose M1907. Esta ametralladora también fue aceptada por los Países Bajos, Suecia (donde se construyó bajo licencia hasta la década de los 30), Bulgaria, Grecia, Rumania, Serbia y Turquía antes de la guerra. En 1912 se modificó, con diferencias en ciertas piezas y en el cañón, dando lugar al modelo Schwarzlose M1907/12. Generalmente iba montada sobre un trípode y era muy parecida a las ametralladoras derivadas de la Maxim, tales como la Vickers británica y la Maschinengewehr 08 alemana. Sin embargo, la Schwarzlose tenía un diseño más simple y era accionada mediante un inusual mecanismo de retroceso retardado que solamente tenía un muelle recuperador. Las variantes iniciales de la M.07/12 tenían una cadencia de 400 disparos/minuto, pero esta fue aumentada a 580 disparos/minuto durante la Primera Guerra Mundial al equipar su mecanismo de retroceso retardado con un muelle recuperador más fuerte. La Schwarzlose era un arma robusta y fiable en el papel de ametralladora de infantería, pero al contrario de las sumamente adaptables ametralladoras derivadas de la Maxim, tuvo menos éxito al ser empleada en papeles para los cuales no había sido diseñada. No obstante, la sencillez de su diseño hizo que fuese muy barata de fabricar.

## Producción
La Schwarzlose tuvo una moderada exportación en los años previos a la Primera Guerra Mundial. Aparte del Ejército austrohúngaro (en calibre 8 mm), fue adoptada por los ejércitos de Grecia (6,5 mm), Países Bajos (6,5 mm) y Suecia (empleando el cartucho 6,5 x 55 y con la denominación Kulspruta m/1914). Además, la compañía británica de municiones Kynoch produjo en 1907 una ametralladora basada en la patente de la Schwarzlose, que empleaba el cartucho .303 British. Los Países Bajos utilizaban una versión modificada, la Schwarzlose M.08, en producción dese 1918 (se fabricaron 2006 unidades).[cita requerida] Tras la Primera Guerra Mundial, la Schwarzlose continuó siendo usada por los nuevos países que emergieron de la disolución del Imperio austrohúngaro; por ejemplo, la Schwarzlose M.07/12 permaneció en servicio activo en Hungría después de la guerra, en donde a partir de 1931, algunas Schwarzlose fueron modificadas para utilizar el cartucho 8 x 56 R M.31 "Hegyes" denominándolas modelo 07/31. Ametralladoras Schwarzlose capturadas fueron empleadas esporádicamente por unidades rusas e italianas durante la Primera Guerra Mundial. 
En la Segunda Guerra Mundial, diversos tipos de ametralladoras Schwarzlose capturadas fueron usadas por unidades de segunda línea de la Wehrmacht, especialmente durante las desesperadas batallas que tuvieron lugar a fines de aquel conflicto.

## Características

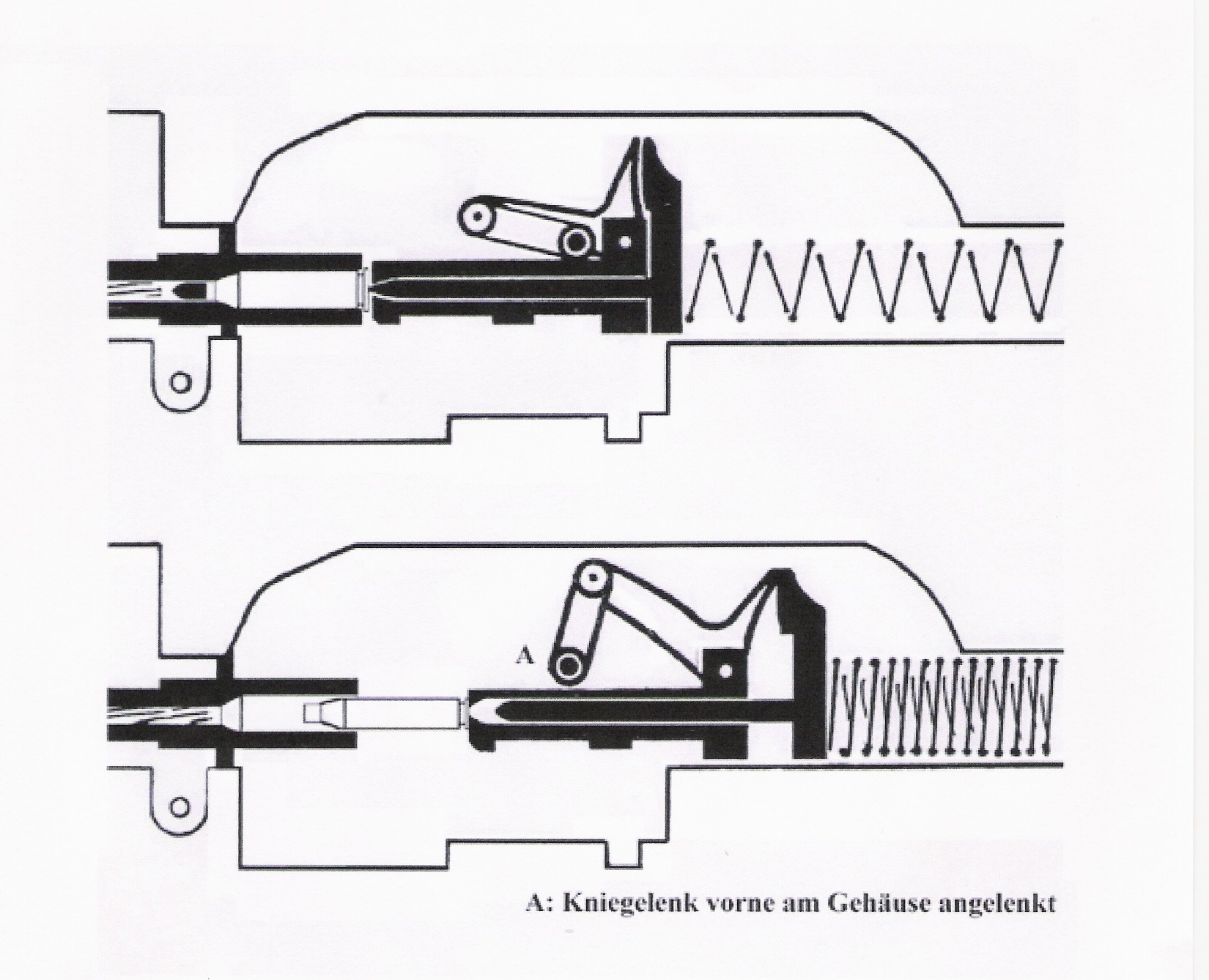
Operación del mecanismo de recarga por retroceso retardado de la Schwarzlose.

La Schwarzlose MG M.07 es una ametralladora refrigerada por agua y accionada mediante retroceso retardado. Su mecanismo de alimentación incluye una bomba de aceite que lubrica los cartuchos, para facilitar su extracción.

## Empleo

### Como ametralladora de infantería y a bordo de navíos

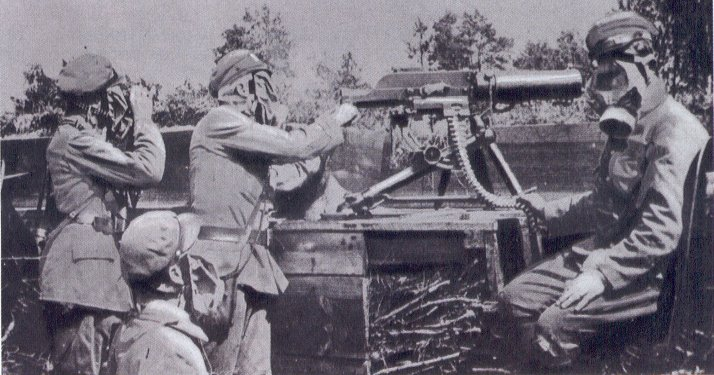
Soldados de la Segunda Brigada de las Legiones Polacas con una Schwarzlose en Volinia.

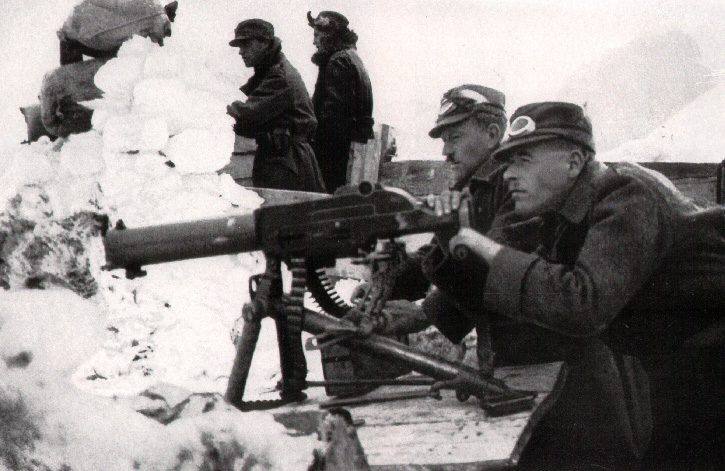
Tropas alpinas austrohúngaras con una Schwarzlose.

Como arma de infantería, la Schwarzlose solía usarse como ametralladora pesada montada sobre un trípode y servida por un equipo de al menos tres soldados, uno de los cuales era el tirador - jefe de arma, por lo general un suboficial -, un servidor que transportaba el arma y un alimentador que transportaba las cintas de cartuchos, así como el trípode. Sin embargo, en la práctica era necesario un cuarto soldado para transportar el trípode. Otro método de despliegue menos frecuente era el "afuste mochila". En esta configuración, la ametralladora estaba equipada con un bípode plegable acoplado a la camisa de refrigeración cerca de la boca del cañón. El afuste mochila consistía en un marco cuadrado de madera con un sóquet metálico en el centro. Al desplegar el arma se ponía el marco en el suelo, se encajaba en el sóquet el pequeño pivote que iba en el punto de anclaje empleado por la ametralladora para montarse sobre un trípode y se desplegaba el bípode de esta. La Schwarzlose también fue empleada en fortalezas, siendo montada sobre una gran variedad de afustes fijos pesados y especializados, además de haberse utilizado como armamento naval a bordo de navíos de guerra. Durante la Primera Guerra Mundial, la Schwarzlose también se usó como arma antiaérea y frecuentemente fue montada sobre una gran variedad de afustes improvisados.

### En fortificaciones

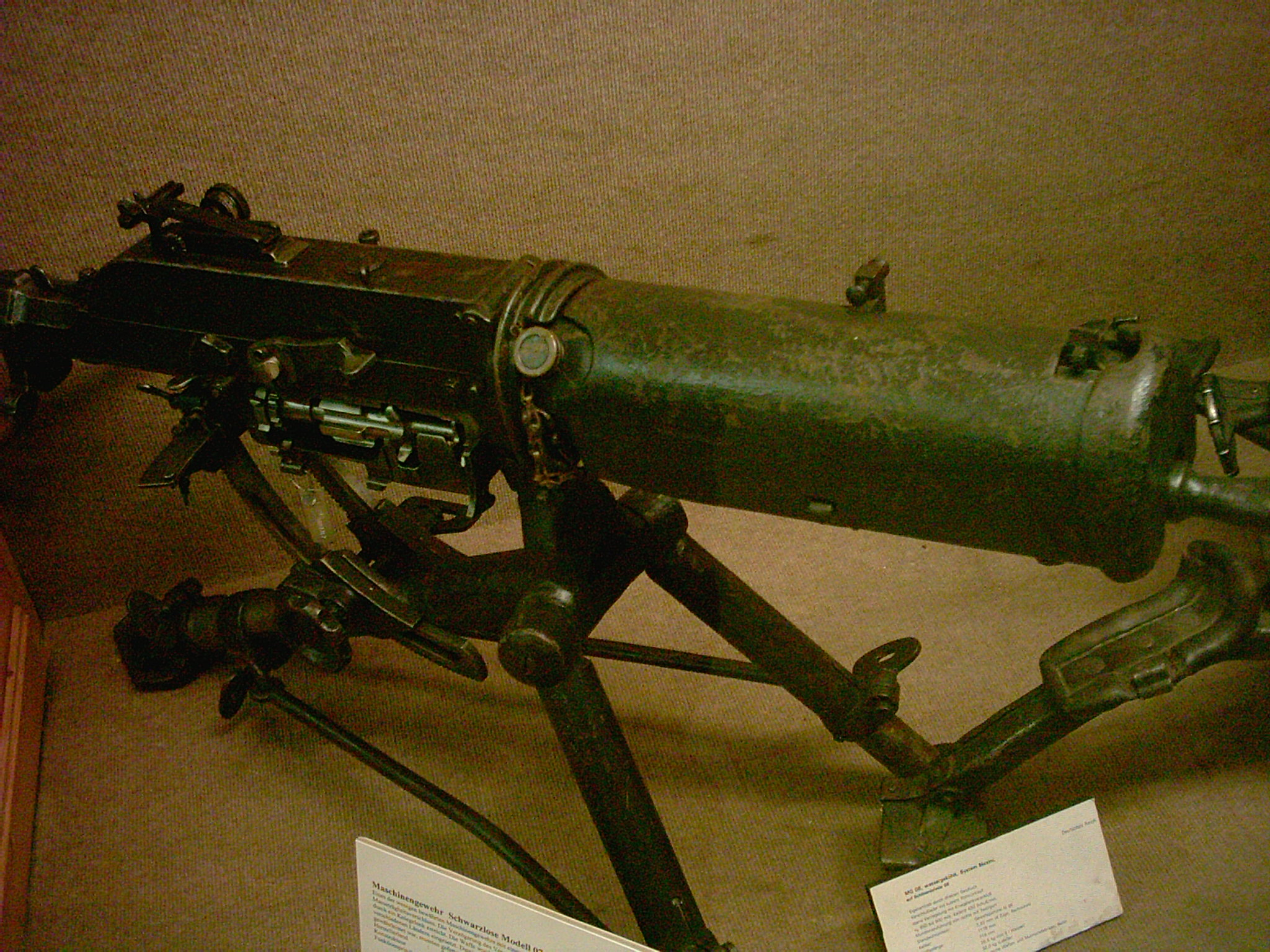
Detalle de la camisa de enfriamiento de una Schwarzlose 07/12.

La Schwarzlose equipó a las fuerzas armadas de Checoslovaquia tras la Primera Guerra Mundial, siendo adaptada y producida por la fábrica Janeček como la Schwarzlose vz.07/24. Cuando Checoslovaquia empezó a construir fortificaciones ligeras, llamadas Tipo 36 y Tipo 37, entre 1935-1938 para repeler un posible ataque por parte de la Alemania Nazi, las armó con la Schwarzlose vz.07/24.

### A bordo de aviones
Además de emplearse como ametralladora pesada de infantería y arma antiaérea, la Schwarzlose sirvió con la Luftfahrtruppen (tropas de aviación, en alemán) austrohúngara durante la Primera Guerra Mundial como ametralladora aérea, un papel para el cual no era completamente apta. La Schwarzlose se utilizó tanto como ametralladora fija sobre el capó del avión, así como ametralladora flexible montada en torreta.
El sincronizar la Schwarzlose para su empleo en cazas demostró ser un difícil reto de ingeniería. Un factor crítico en la sincronización es el lapso de tiempo entre la presión del gatillo y el instante cuando la bala sale del cañón, ya que durante este tiempo la hélice seguirá rotando, sobre un ángulo que varía según las revoluciones/minuto del motor. Debido al lapso relativamente largo de la Schwarzlose M.07/12, los mecanismos de sincronización que se desarrollaron solamente podían funcionar con seguridad dentro de un estrecho límite de revoluciones/minuto del motor. De allí que los cazas austrohúngaros estaban equipados con grandes y llamativos tacómetros en la cabina. La versión M16 podía ser sincronizada con mayor precisión, pero todavía debía respetarse una ensanchada limitación de revoluciones/minuto del motor, excepto en los aviones equipados con el mecanismo sincronizador Daimler. El resultado nunca fue completamente satisfactorio, por lo cual los cazas austrohúngaros armados de esta manera llevaban el "Indicador Kravics", un ingenioso sensor de impactos de bala en la hélice que advertía al piloto de una falla en el mecanismo sincronizador. 
Hasta que los problemas de sincronización fueron resueltos, no era raro ver la Schwarzlose instalada dentro de un contenedor desmontable Tipo II-VK que había sido desarrollado en Fischamend por la Versuchs Kompanie de la Luftfahrtruppen. El contenedor Tipo II-VK, que recibió el macabro apodo de "ataúd de bebé" a causa de su forma, es remarcable por ser posiblemente el primer ejemplo de lo que hoy se conoce como contenedor de armamento. Usualmente iba montado en la parte central del ala superior de los cazas austro-húngaros y de los aviones de combate biplaza durante las primeras etapas de la Primera Guerra Mundial, siendo empleado en los aviones biplaza hasta el final de la guerra. En el papel de ametralladora aérea, la Schwarzlose se usaba al principio sin modificar, a excepción de la retirada de su característico apagallamas cónico. Posteriormente se adaptó la Schwarzlose para su empleo a bordo de aviones, al cortar ranuras en la camisa de refrigeración por agua que facilitaban el enfriamiento mediante aire. En 1916 se desmontó la camisa de refrigeración y el arma resultante fue denominada Schwarzlose MG-16 y MG-16A, al ser equipada con un muelle recuperador más fuerte y un aumentador de cadencia, que finalmente alcanzó los 880 disparos/minuto en algunas versiones de la MG-16A. Como arma defensiva montada en torreta, la Schwarzlose conservó sus dos agarraderas y gatillo tipo "botón", aunque algunas ametralladoras aéreas MG-16 fueron equipadas con agarraderas tipo "pistolete" y un gatillo convencional. Todas las ametralladoras de torreta estaban equipadas con mecanismos de puntería especializados y una caja para las cintas de munición, que permitía una recarga rápida y simple. Tras la Primera Guerra Mundial, la Schwarzlose fue empleada como ametralladora aérea limitadamente por varias fuerzas aéreas de Europa del Este. El más conocido usuario de la Schwarzlose fue probablemente la Fuerza Aérea Polaca, que compró significantes cantidades de aviones austrohúngaros sobrantes y los empleó contra las tropas soviéticas durante la Guerra Polaco-Soviética. Sin embargo, la Schwarzlose fue rápidamente retirada como ametralladora aérea una vez que estuvieron disponibles armas más idóneas para este papel.

## Usuarios
- Imperio austrohúngaro[2]
- Albania
- Alemania nazi[2]
- Austria[2]
- Checoslovaquia
- Colombia en la Guerra colombo-peruana de 1933
- Grecia[2]
- Hungría[9]
- Imperio otomano
- Imperio ruso[10]
- Italia
- Países Bajos[2]
- Polonia
- República de China
- Rumania[2]
- Serbia[2]
- Suecia: Adoptada como la "Ksp m/1914".[2]
- Yugoslavia: Empleada por los partisanos yugoslavos en la Segunda Guerra Mundial.